# Danny Miranda (taekwondo)
Danny Miranda (16 de diciembre de 1983) es un deportista venezolano que compitió en taekwondo. Ganó una medalla de bronce en los Juegos Panamericanos de 2007, y una medalla de bronce en el Campeonato Panamericano de Taekwondo de 2010.

## Palmarés internacional
| Juegos Panamericanos    | Juegos Panamericanos    | Juegos Panamericanos | Juegos Panamericanos |
| Año                     | Lugar                   | Medalla              | Categoría            |
| ----------------------- | ----------------------- | -------------------- | -------------------- |
| 2007                    | Río de Janeiro (Brasil) | Medalla de bronce    | –68 kg               |
| Campeonato Panamericano |                         |                      |                      |
| Año                     | Lugar                   | Medalla              | Categoría            |
| 2010                    | Monterrey (México)      | Medalla de bronce    | –68 kg               |